# Copa do Mundo FIFA Sub-20 de 1983
A Copa do Mundo FIFA Sub-20 de 1983 foi disputada no México entre 2 de Junho e 19 de Junho de 1983. Esta foi a 4ª edição da competição, e a primeira vez ganha pelo Brasil.
Este torneio serviu como primeiro teste à capacidade de organização do México, uma vez que em 1986 seria sede da Copa do Mundo.

## Qualificação
| Confederação                                  | Torneio qualificatório                  | Classificado(s)                                                       |
| --------------------------------------------- | --------------------------------------- | --------------------------------------------------------------------- |
| AFC (Ásia)                                    | Campeonato Asiático Sub-19 de 1982      | China Coreia do Sul                                                   |
| CAF (África)                                  | Campeonato Africano Sub-20 de 1983      | Costa do Marfim Nigéria                                               |
| CONCACAF (América do Norte, Central e Caribe) | Campeonato Sub-20 da CONCACAF de 1982   | Estados Unidos                                                        |
| CONMEBOL (América do Sul)                     | Campeonato Sul-Americano Sub-20 de 1983 | Argentina Brasil Uruguai                                              |
| OFC (Oceania)                                 | Campeonato Sub-20 da OFC de 1982        | Austrália                                                             |
| UEFA (Europa)                                 | Campeonato Europeu Sub-19 de 1982       | Áustria Tchecoslováquia Países Baixos Polónia Escócia União Soviética |
| País sede                                     | País sede                               | México                                                                |

## Fase de grupos

### Grupo A
| Pos. | Seleção       | P | J | V | E | D | GP | GC | SG |
| ---- | ------------- | - | - | - | - | - | -- | -- | -- |
| 1    | Escócia       | 4 | 3 | 2 | 0 | 1 | 4  | 2  | +2 |
| 2    | Coreia do Sul | 4 | 3 | 2 | 0 | 1 | 4  | 4  | 0  |
| 3    | Austrália     | 3 | 3 | 1 | 1 | 1 | 4  | 4  | 0  |
| 4    | México        | 1 | 3 | 0 | 1 | 2 | 2  | 4  | −2 |

| 2 de junho | México     | 1 – 1     | Austrália  | Estádio Azteca, Cidade do México            |
| 21:00      | Bernal 16' | Relatório | Farina 73' | Público: 108 900 Árbitro: FRA Gérard Biguet |

| 3 de junho | Coreia do Sul | 0 – 2     | Escócia         | Estádio Nemesio Díez, Toluca                |
| 15:00      |               | Relatório | Dobbin 62', 78' | Público: 26 191 Árbitro: USA Edward Bellion |

| 5 de junho | Coreia do Sul                    | 2 – 1     | México    | Estádio Azteca, Cidade do México        |
| 12:00      | No In-Woo 29' · Shin Yeon-Ho 89' | Relatório | Reyna 10' | Público: 71 198 Árbitro: NED Jan Keizer |

| 5 de junho | Escócia    | 1 – 2     | Austrália                     | Estádio Nemesio Díez, Toluca                 |
| 16:00      | McStay 61' | Relatório | Incantalupo 52' · Patikas 87' | Público: 22 111 Árbitro: ARG Carlos Espósito |

| 8 de junho | Austrália | 1 – 2     | Coreia do Sul                       | Estádio Nemesio Díez, Toluca                 |
| 16:00      | Brown 53' | Relatório | Kim Jong-Kon 16' · Kim Jong-Boo 34' | Público: 24 812 Árbitro: AUT Horst Brummeier |

| 8 de junho | México | 0 – 1     | Escócia    | Estádio Azteca, Cidade do México                    |
| 20:00      |        | Relatório | Clarke 45' | Público: 86 582 Árbitro: BRA Luis C. Felix Ferreira |

### Grupo B
| Pos. | Seleção         | P | J | V | E | D | GP | GC | SG |
| ---- | --------------- | - | - | - | - | - | -- | -- | -- |
| 1    | Uruguai         | 5 | 3 | 2 | 1 | 0 | 6  | 3  | +3 |
| 2    | Polónia         | 4 | 3 | 2 | 0 | 1 | 10 | 5  | +5 |
| 3    | Estados Unidos  | 2 | 3 | 1 | 0 | 2 | 3  | 5  | −2 |
| 4    | Costa do Marfim | 1 | 3 | 0 | 1 | 2 | 2  | 8  | −6 |

| 3 de Junho de 1983 | Polónia                                                             | 7–2       | Costa do Marfim    | Estádio Cuauhtémoc, Puebla            |
| 14:00              | Klemenz 4', 21', 51' Gorgon 22' Wraga 48' Myslinski 59' Lesniak 85' | Relatório | Didi 67' Kassy 80' | Público: 14,130 Árbitro: Daqiao Zhang |

| 3 de Junho de 1983 | Uruguai                   | 3–2       | Estados Unidos       | Estádio Jalisco, Guadalajara        |
| 19:00              | Aguilera 2' Sosa 57', 64' | Relatório | Hooker 60' Perez 67' | Público: 17,821 Árbitro: Ivan Gregr |

| 5 de Junho de 1983 | Estados Unidos | 1–0       | Costa do Marfim | Estádio Cuauhtémoc, Puebla            |
| 14:00              | Gelnovatch 79' | Relatório |                 | Público: 11,836 Árbitro: Cesar Pagano |

| 6 de Junho de 1983 | Uruguai                       | 3–1       | Polónia     | Estádio Nou Camp, León                   |
| 17:00              | Zalazar 52' Aguilera 54', 66' | Relatório | Klemenz 57' | Público: 23,117 Árbitro: Muhamed Larache |

| 8 de Junho de 1983 | Polónia                     | 2–0       | Estados Unidos | Estádio Cuauhtémoc, Puebla                        |
| 14:00              | Lesniak 76' Szczepanski 85' | Relatório |                | Público: 16,103 Árbitro: Okubule Eestus (Nigeria) |

| 8 de Junho de 1983 | Costa do Marfim | 0–0       | Uruguai | Estádio Sergio León Chavez, Irapuato |
| 15:00              |                 | Relatório |         | Público: 15,317 Árbitro: Lee Do-Ha   |

### Grupo C
| Pos. | Seleção         | P | J | V | E | D | GP | GC | SG  |
| ---- | --------------- | - | - | - | - | - | -- | -- | --- |
| 1    | Argentina       | 6 | 3 | 3 | 0 | 0 | 10 | 0  | +10 |
| 2    | Tchecoslováquia | 4 | 3 | 2 | 0 | 1 | 7  | 4  | +3  |
| 3    | China           | 2 | 3 | 1 | 0 | 2 | 5  | 8  | −3  |
| 4    | Áustria         | 0 | 3 | 0 | 0 | 3 | 0  | 10 | −10 |

| 4 de Junho de 1983 | China | 0–5       | Argentina                                                 | Cidade do México                           |
| 12:00              |       | Relatório | Gabrich 16' García 53' Dertycia 70' Zárate 81' Acosta 89' | Público: 19,376 Árbitro: Hernán Silva Arce |

| 4 de Junho de 1983 | Tchecoslováquia                   | 4–0       | Áustria | Estádio Cuauhtémoc, Puebla                |
| 12:00              | Kula 9', 71' Karoch 48' Hirko 89' | Relatório |         | Público: 21,112 Árbitro: Romualdas Yushka |

| 7 de Junho de 1983 | Tchecoslováquia          | 3–2       | China                      | Estádio Sergio León Chavez, Irapuato |
| 15:00              | Dostal 34', 89' Kula 75' | Relatório | Mai Chao 49' Li Huayun 56' | Público: 15,317 Árbitro: M. Karim    |

| 7 de Junho de 1983 | Áustria | 0–3       | Argentina                   | Estádio Nou Camp, León                     |
| 19:00              |         | Relatório | Gabrich 13', 28' Zárate 20' | Público: 31,144 Árbitro: Brian R. McGinley |

| 9 de Junho de 1983 | China                                      | 3–0       | Áustria | Estádio Sergio León Chavez, Irapuato           |
| 15:00              | Liu Haiguang 48' Guo Yijun 79' Duan Ju 88' | Relatório |         | Público: 15,317 Árbitro: Christopher Bambridge |

| 9 de Junho de 1983 | Argentina                 | 2–0       | Tchecoslováquia | Estádio Nou Camp, León                |
| 17:00              | Vanemerak 15' Gabrich 77' | Relatório |                 | Público: 14,143 Árbitro: Bernard Grah |

### Grupo D
| Pos. | Seleção         | P | J | V | E | D | GP | GC | SG |
| ---- | --------------- | - | - | - | - | - | -- | -- | -- |
| 1    | Brasil          | 5 | 3 | 2 | 1 | 0 | 6  | 2  | +4 |
| 2    | Países Baixos   | 4 | 3 | 1 | 2 | 0 | 4  | 3  | +1 |
| 3    | Nigéria         | 3 | 3 | 1 | 1 | 1 | 1  | 3  | −2 |
| 4    | União Soviética | 0 | 3 | 0 | 0 | 3 | 3  | 6  | −3 |

| 3 de junho | União Soviética | 0 – 1     | Nigéria         | Estádio Tecnológico, Monterrey                      |
| 17:00      |                 | Relatório | Okoronwanta 78' | Público: 37 837 Árbitro: MEX Fermín Ramírez Zermeno |

| 4 de junho | Países Baixos | 1–1       | Brasil      | Estádio Jalisco, Guadalajara          |
| 19:00      | Been 49'      | Relatório | Geovani 77' | Público: 68,130 Árbitro: Rolf Ericson |

| 6 de Junho de 1983 | Brasil                                      | 3–0       | Nigéria | Estádio Jalisco, Guadalajara                |
| 19:00              | Gilmar Popoca 7' Marinho Rã 32' Geovani 43' | Relatório |         | Público: 41,182 Árbitro: Carlos Luis Alfaro |

| 6 de Junho de 1983 | Países Baixos                    | 3–2       | União Soviética          | Estádio Tecnológico, Monterrey                    |
| 21:00              | Duut 12' Been 48' Van Basten 49' | Relatório | Salimov 40' Protasov 46' | Público: 27,136 Árbitro: José Luis Martínez Bazán |

| 9 de Junho de 1983 | União Soviética | 1–2       | Brasil                        | Estádio Jalisco, Guadalajara                  |
| 19:00              | Litovchenko 87' | Relatório | Agapov 47' (p.b.) Geovani 80' | Público: 31,380 Árbitro: Keith Stuart Hackett |

| 9 de Junho de 1983 | Nigéria | 0–0       | Países Baixos | Estádio Tecnológico, Monterrey          |
| 21:00              |         | Relatório |               | Público: 41,283 Árbitro: Andrzej Libich |

## Fase final
|  | Quartas de final               | Quartas de final        |                                |               | Semifinais     | Semifinais     |  |  | Final                     | Final |
|  |                                |                         |                                |               |                |                |  |  |                           |       |
|  | 11 de junho – Cidade do México |                         |                                |               |                |                |  |  |                           |       |
|  |                                |                         |                                |               |                |                |  |  |                           |       |
|  | Escócia                        | 0                       |                                |               |                |                |  |  |                           |       |
|  | Escócia                        | 0                       | 15 de junho – Cidade do México |               |                |                |  |  |                           |       |
|  | Polónia                        | 1                       |                                |               |                |                |  |  |                           |       |
|  | Polónia                        | 1                       | Polónia                        | 0             |                |                |  |  |                           |       |
|  | 12 de junho – León             |                         | Polónia                        | 0             |                |                |  |  |                           |       |
|  |                                | Argentina               | 1                              |               |                |                |  |  |                           |       |
|  | Argentina                      | Argentina               | 1                              | 2             |                |                |  |  |                           |       |
|  | Argentina                      |                         | 19 de junho – Cidade do México | 2             |                |                |  |  |                           |       |
|  | Países Baixos                  | 1                       |                                |               |                |                |  |  |                           |       |
|  | Países Baixos                  | 1                       | Argentina                      | 0             |                |                |  |  |                           |       |
|  | 11 de junho – Monterrey        |                         | Argentina                      | 0             |                |                |  |  |                           |       |
|  |                                | Brasil                  | 1                              |               |                |                |  |  |                           |       |
|  | Uruguai                        | Brasil                  | 1                              | 1             |                |                |  |  |                           |       |
|  | Uruguai                        | 15 de junho – Monterrey |                                | 1             |                |                |  |  |                           |       |
|  | Coreia do Sul (pro)            | 2                       |                                |               |                |                |  |  |                           |       |
|  | Coreia do Sul (pro)            | 2                       | Coreia do Sul                  | 1             | Terceiro lugar | Terceiro lugar |  |  |                           |       |
|  | 12 de junho – Guadalajara      |                         | Coreia do Sul                  | 1             | Terceiro lugar | Terceiro lugar |  |  |                           |       |
|  |                                | Brasil                  | 2                              |               |                |                |  |  |                           |       |
|  | Brasil                         | Brasil                  | 2                              | 4             | Polónia (pro)  | 2              |  |  |                           |       |
|  | Brasil                         |                         |                                | 4             | Polónia (pro)  | 2              |  |  |                           |       |
|  | Tchecoslováquia                | 1                       |                                | Coreia do Sul | 1              |                |  |  |                           |       |
|  | Tchecoslováquia                | 1                       |                                |               | 1              |                |  |  |                           |       |
|  |                                |                         |                                |               |                |                |  |  | 18 de junho – Guadalajara |       |
|  |                                |                         |                                |               |                |                |  |  |                           |       |

### Quartas de final
| 11 de Junho de 1983 | Escócia | 0–1       | Polónia    | Estádio Azteca, Cidade do México       |
| 12:00               |         | Relatório | Klemenz 5' | Público: 11,986 Árbitro: Gérard Biguet |

| 11 de Junho de 1983 | Uruguai      | 1–2 (a.p.) | Coreia do Sul          | Estádio Tecnológico, Monterrey              |
| 17:00               | Martínez 71' | Relatório  | Shin Yeon-Ho 54', 104' | Público: 11,986 Árbitro: Carlos Luis Alfaro |

| 12 de Junho de 1983 | Argentina             | 2–1       | Países Baixos | Estádio Nou Camp, León                        |
| 12:00               | Borelli 65' Gaona 90' | Relatório | Van Basten 4' | Público: 24,830 Árbitro: Keith Stuart Hackett |

| 12 de Junho de 1983 | Brasil                                | 4–1       | Tchecoslováquia | Estádio Jalisco, Guadalajara                    |
| 12:00               | Dunga 18' Bebeto 29' Geovani 40', 60' | Relatório | Dostal 6'       | Público: 36,183 Árbitro: Fermín Ramírez Zermeno |

### Semifinal
| 15 de Junho de 1983 | Polónia | 0–1       | Argentina  | Estádio Azteca, Cidade do México                  |
| 17:00               |         | Relatório | Zárate 59' | Público: 39,896 Árbitro: José Luis Martínez Bazán |

| 15 de Junho de 1983 | Coreia do Sul    | 1–2       | Brasil                           | Estádio Tecnológico, Monterrey      |
| 17:00               | Kim Jong-Boo 14' | Relatório | Gilmar Popoca 22' Marinho Rã 81' | Público: 55,914 Árbitro: Jan Keizer |

### Disputa pelo terceiro lugar
| 18 de Junho de 1983 | Polónia                     | 2–1 (a.p.) | Coreia do Sul   | Estádio Jalisco, Guadalajara                    |
| 17:00               | Krauze 77' Szczepanski 103' | Relatório  | Lee Ki-Keun 37' | Público: 35,000 Árbitro: Luis C. Felix Ferreira |

### Final
| 19 de Junho de 1983 | Argentina | 0–1       | Brasil      | Estádio Azteca, Cidade do México        |
| 12:00               |           | Relatório | Geovani 39' | Público: 110,000 Árbitro: Gérard Biguet |

| Argentina | Brasil |

## Premiação
| Copa do Mundo FIFA Sub-20 de 1983 |
| Brasil                            |
| --------------------------------- |
| BRASIL (1º título)                |

| Chuteira de Ouro      | Chuteira de Prata   | Chuteira de Bronze     |
| --------------------- | ------------------- | ---------------------- |
| BRA Geovani           | POL Joachim Klemenz | ARG Jorge Luis Gabrich |
| Bola de Ouro          | Bola de Prata       | Bola de Bronze         |
| BRA Geovani           | ARG Roberto Zárate  | ARG Luis Islas         |
| Troféu FIFA Fair Play |                     |                        |
| Coreia do Sul         |                     |                        |

### Seleção da Copa
| Goleiro    | Defensores                                            | Meias                                   | Atacantes                     |
| ---------- | ----------------------------------------------------- | --------------------------------------- | ----------------------------- |
| Luis Islas | Kim Pan-keun Neale Cooper Paul McStay Fabián Basualdo | Roberto Zárate Gerald Vanenburg Geovani | Paul Moreno Bebeto Mauricinho |

Fonte: